# Lomnice (okres Brno-venkov)
Lomnice (německy Lomnitz) je městys v okrese Brno-venkov v Jihomoravském kraji. Rozkládá se na rozhraní Boskovické brázdy a Hornosvratecké vrchoviny, v přírodním parku Svratecká hornatina, přibližně 6 kilometrů severně od Tišnova. Žije zde přibližně 1 500 obyvatel. Nedaleko historického jádra městyse se nachází také bývalá židovská čtvrť.

## Historie
První písemná zmínka pochází z roku 1281, kdy jistý Tas, syn Vznaty z Lomnice, svědčí na listině Artleba Dubna (rodem z Deblína), který prodává klášteru v Tišnově vesnici Újezd u Pohořelic. Jde tu o první zmínku Lomnice jako obydleného místa, ale taky o první zmínku šlechtického rodu, který obýval lomnický hrad.
V první polovině 30. let 12. století zakládají královna Konstancie, manželka Přemysla Otakara I., a její syn Přemysl, moravský markrabě a bratr Václava I., klášter blízko Tišnovic, dnešního Tišnova, který se jmenuje Porta Coeli (Brána nebeská). Byl to první ženský klášter cisterciáckého řádu na Moravě, založený královskou rodinou. Roku 1235 věnuje markrabě Přemysl tišnovskému klášteru ves Lomnici a ta byla později přejmenována na Lomničku.
Vedle kolonizace zeměpanské se v 1. polovině 13. století rozjíždí i kolonizace šlechtická. O blízkosti Lomnicka a zboží patřících příslušníkům rodu Tasovců, ze kterého pocházel Vznata, by se mohlo hovořit o listině z roku 1235, jež potvrzuje statky kláštera v Doubravníku dobře obdařeného pány z Medlova (později Pernštejnové), která mluví o Manow, Clococh, Racov, Borihnev et omnia novalia, que sunt illa parte aque usque ad terminos Thassonis (o Maňové, Klokočí, Rakově, Boříkově a o všech nově obdělaných polích (území), která jsou na té straně vody až k hranicím tohoto území a na ty má nárok Tas.
Hrad, kde pravděpodobně původně přebývali Tasovci, se nachází 2 km na jih od Osik, nad údolím potoka Besénku s kostelíkem sv. Stanislava v předpolí. O hradu Osiky není žádná písemná zmínka, není dokonce známo jeho pravé jméno. Ve třetí čtvrtině 13. století založili Tasovci hrad v Lomnici.
Páni z Lomnice jako svůj erb měli černé křídlo ve stříbrném poli. V roce 1415 měl tento erb nejvyšší komoří soudního okrsku, Jan starší z Lomnice. Tasovou manželkou se stala Kateřina z Deblína, zakladatelka kláštera dominikánek na Starém Brně (nyní na tom místě stojí nemocnice u sv. Anny). Klášter se stal místem, kde lomničtí pánové mohli přebývat, když byli v Brně. V polovině 14. století patří rod pánů z Lomnice mezi staré rody a společně s pány z Lipé, Pernštejny, Kunštáty, Lichtenburky, Boskovici nebo Cimburky může být počítán mezi šlechtickou elitu Moravy.
V blízkosti Lomnice byl hrad Louka, první zmínky v roce 1360 a vznikl nejspíš do konce 13. století (v roce 1416 prodán Janu Ozorovi z Boskovic), a hrad v Deblíně (dědictví po pánech z Deblína, z tohoto rodu pocházela Tasova manželka Kateřina), v roce 1415 prodán Artlebovi z Drahotuše.
V 2. polovině 15. století se Lomnice stává městečkem, protože v roce 1504 je takto o ní zmiňováno. Posledním lomnickým pánem z Markvartovy strany, byl Jiřík z Lomnice. A pak v Lomnici přebýval Oldřich z Lomnice. Po několikerém vystřídání různých majitelů za třicetileté války koupil Lomnici v roce 1662 tehdejší moravský zemský hejtman hrabě Gabriel Serényi a rodině Serényiů patřilo panství až do 20. století. Počátkem 18. století přišli na pozvání Antonína Serényiho do Lomnice Židé, kteří si severně od městečka vybudovali vlastní čtvrť. Za první republiky a okupace (1918–1945) byl posledním majitelem lomnického velkostatku Alois Serényi. V restituci byl veškerý majetek v roce 2016 vydán jeho nejmladší dceři Isabelle baronce Thienen-Adlerflycht.
Od 10. října 2006 byl obci vrácen status městyse.

Historické pohledy na Lomnici
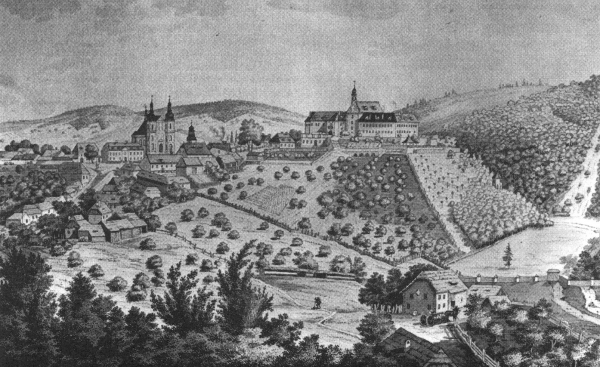
Lomnice kolem roku 1815
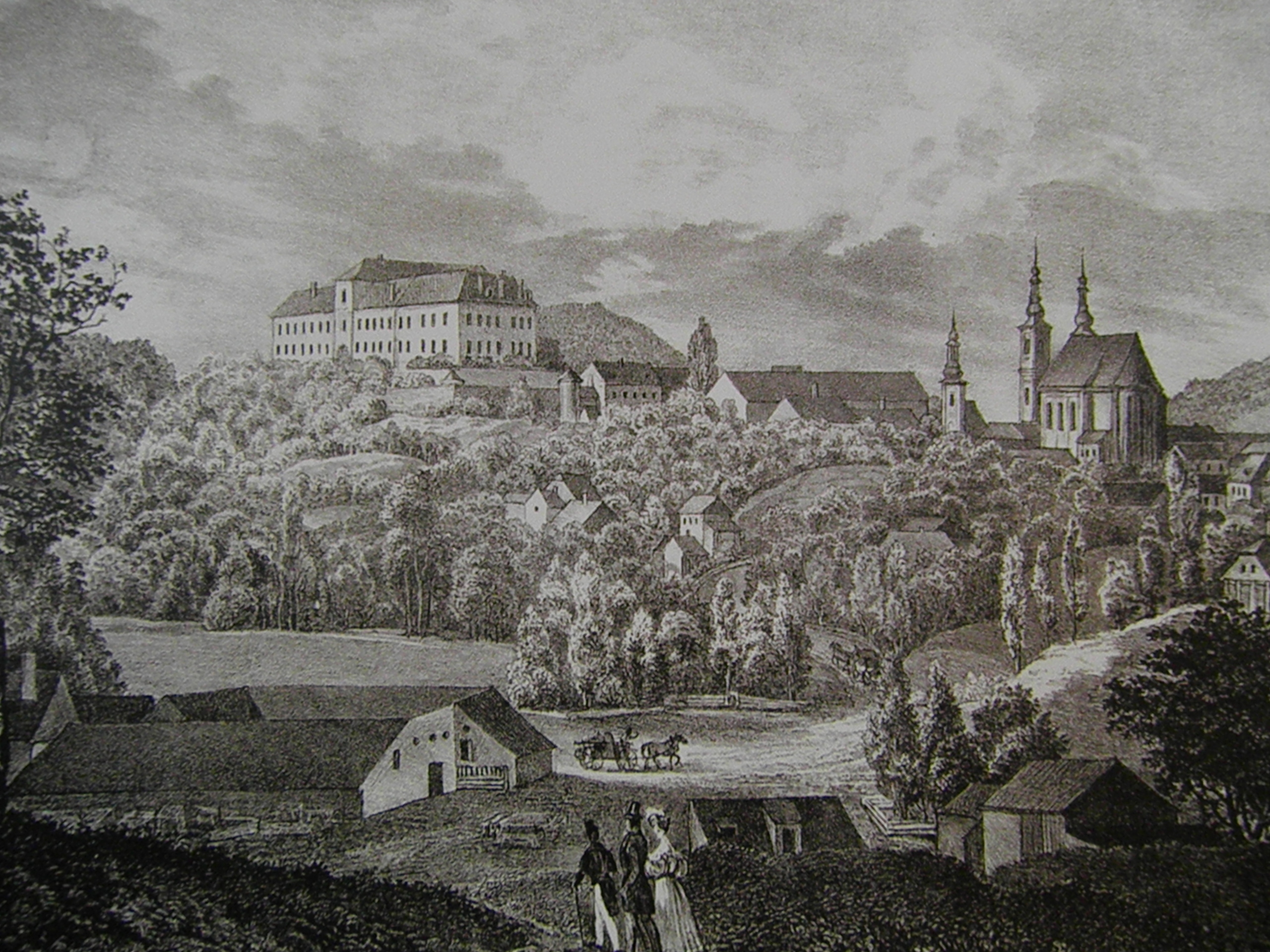
Lomnice v 18. století
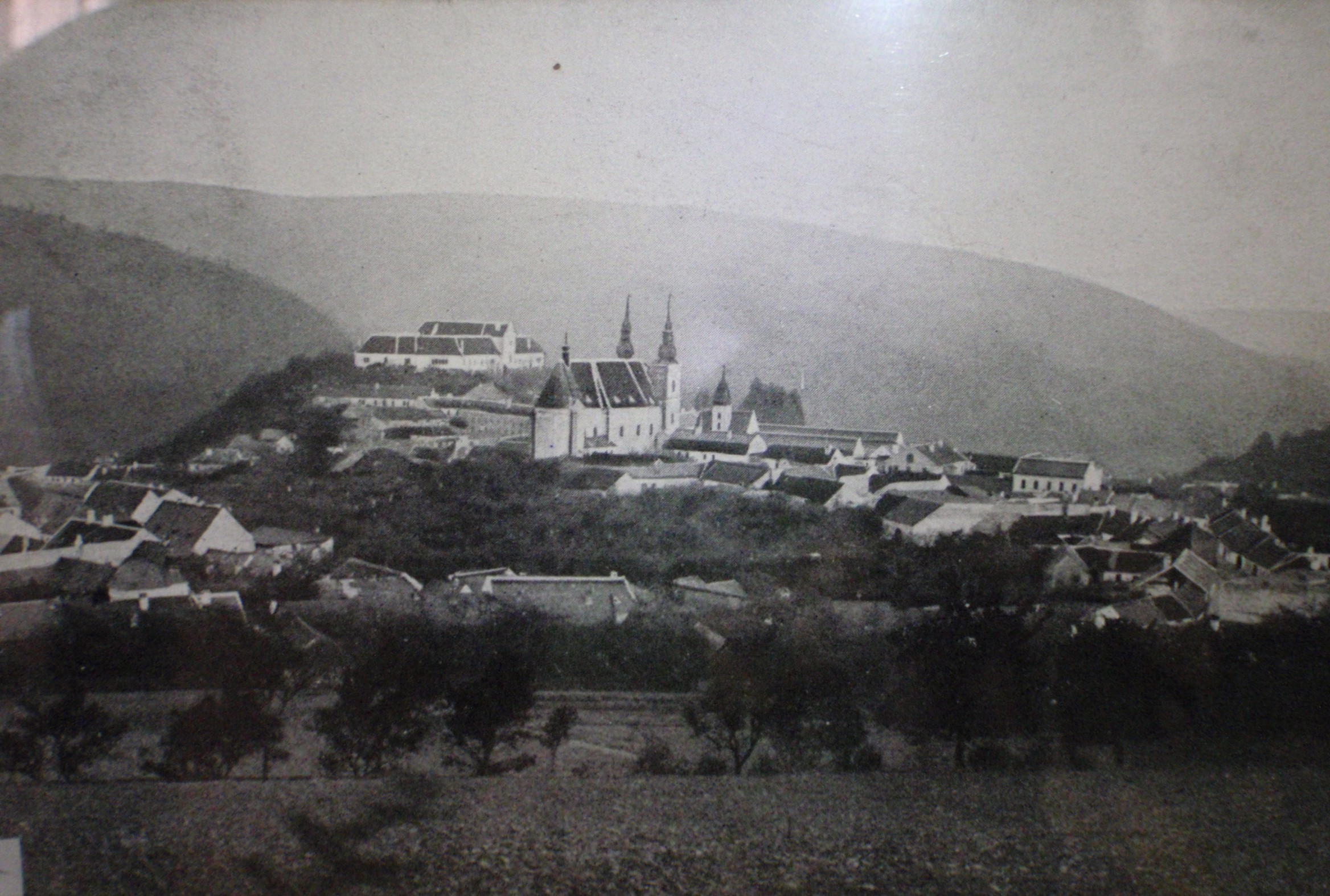
Lomnice na počátku 20. století
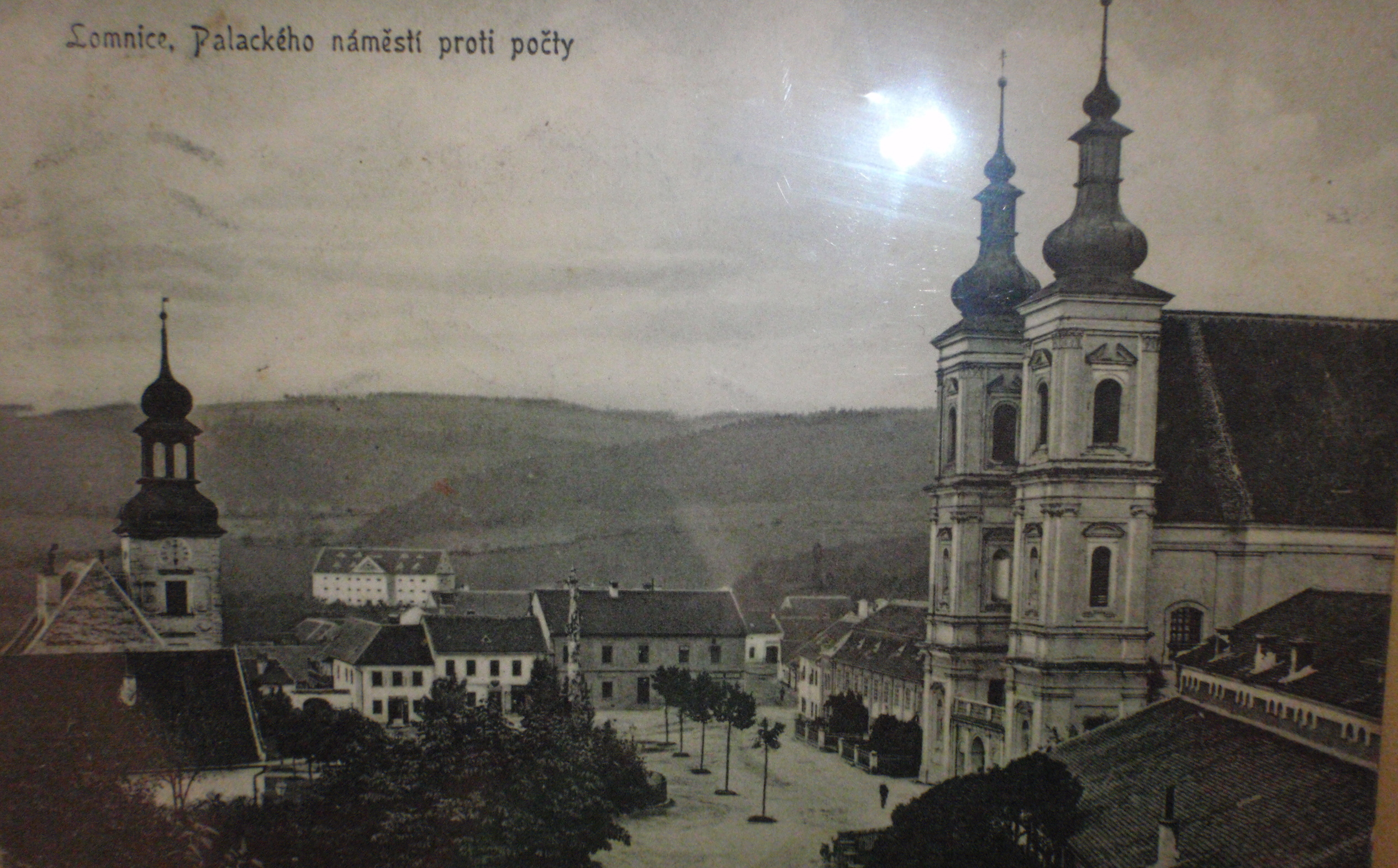
Palackého náměstí na počátku 20. století
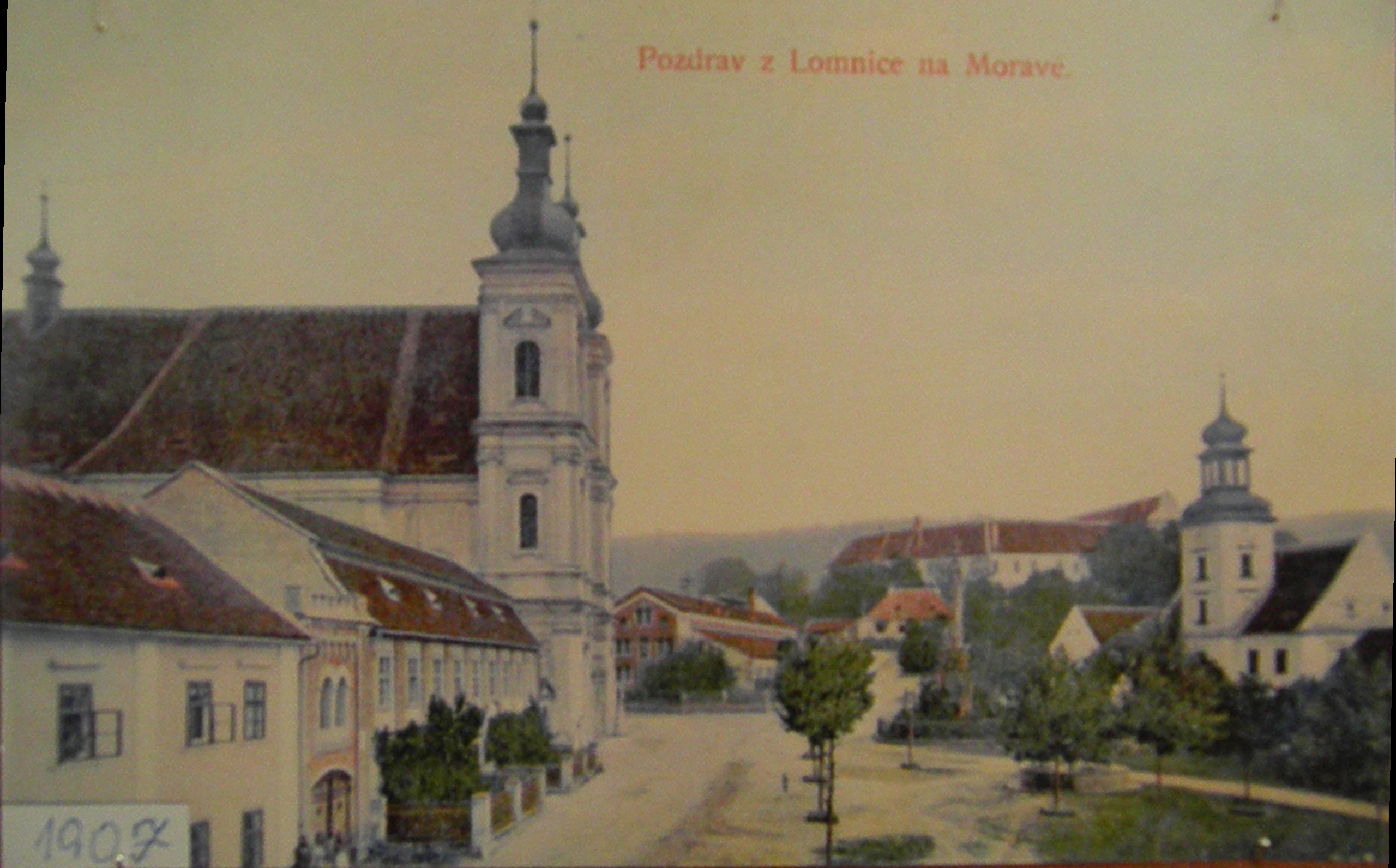
Palackého náměstí v roce 1907

## Obyvatelstvo
| Rok            | 1869  | 1880  | 1890  | 1900  | 1910  | 1921  | 1930  | 1950  | 1961  | 1970  | 1980  | 1991  | 2001  | 2011  | 2021  |
| -------------- | ----- | ----- | ----- | ----- | ----- | ----- | ----- | ----- | ----- | ----- | ----- | ----- | ----- | ----- | ----- |
| Počet obyvatel | 2 143 | 2 063 | 1 947 | 1 872 | 1 869 | 1 651 | 1 629 | 1 465 | 1 407 | 1 305 | 1 241 | 1 202 | 1 243 | 1 317 | 1 425 |
| Počet domů     | 231   | 252   | 254   | 255   | 271   | 274   | 281   | 311   | 323   | 324   | 325   | 369   | 404   | 432   | 478   |

Vývoj počtu obyvatel městysu Lomnice
| Rok            | 1869  | 1880  | 1890  | 1900  | 1910  | 1921  | 1930  | 1950  | 1961  | 1970  | 1980  | 1991  | 2001  | 2011  | 2021  |
| -------------- | ----- | ----- | ----- | ----- | ----- | ----- | ----- | ----- | ----- | ----- | ----- | ----- | ----- | ----- | ----- |
| Počet obyvatel | 1 798 | 1 687 | 1 569 | 1 545 | 1 549 | 1 366 | 1 327 | 1 227 | 1 158 | 1 070 | 1 050 | 1 060 | 1 115 | 1 168 | 1 243 |
| Počet domů     | 185   | 202   | 201   | 202   | 218   | 221   | 226   | 253   | 263   | 266   | 273   | 308   | 338   | 362   | 397   |

Vývoj počtu obyvatel části obce Lomnice

## Místní části městyse
- Brusná (od 1. ledna 1996)
- Lomnice (k. ú. Lomnice u Tišnova)
- Řepka (od 1. ledna 1996)
- Veselí (k. ú. Veselí u Lomnice) (od 1. ledna 1996)

## Kulturní nemovité památky
Historické jádro městyse je od roku 1990 městskou památkovou zónou.
Nejvýznamnější památky:
- Zámek
- Kostel Navštívení Panny Marie
- Radnice
- Kaple svatého Antonína Paduánského
- Morový sloup
- Synagoga
- Židovský hřbitov
- Socha Gambrinuse

Lomnické památky
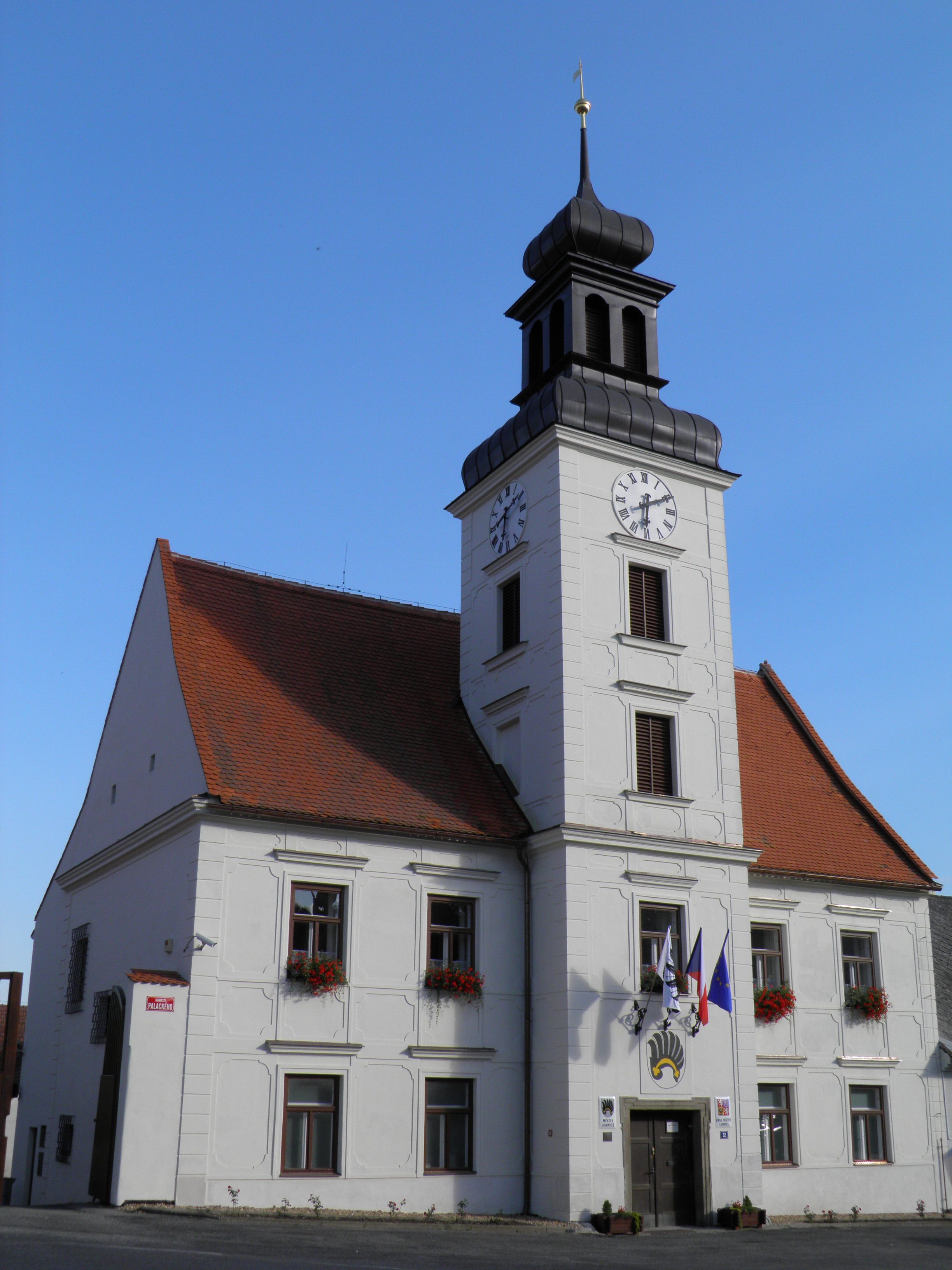
Radnice
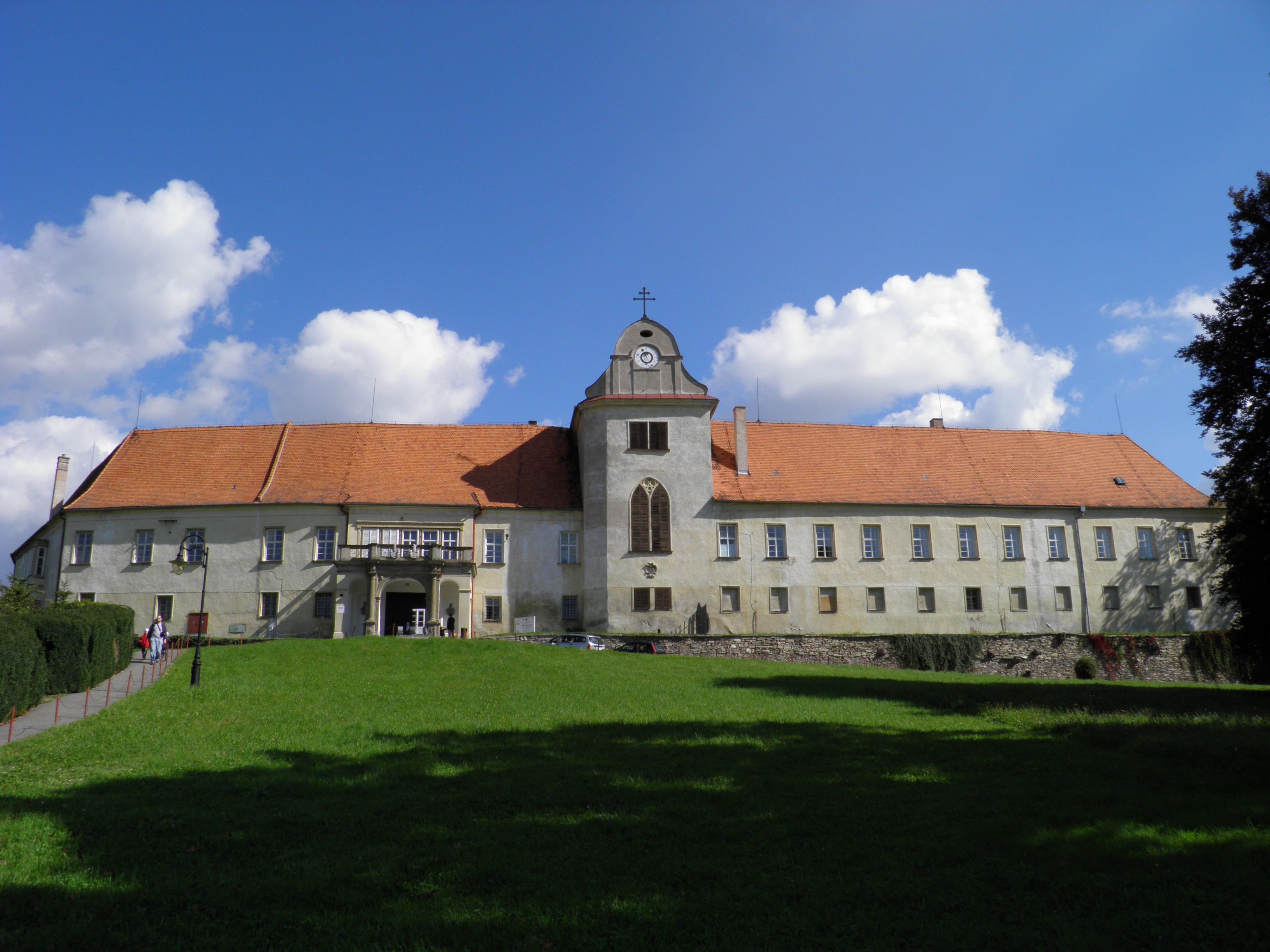
Zámek
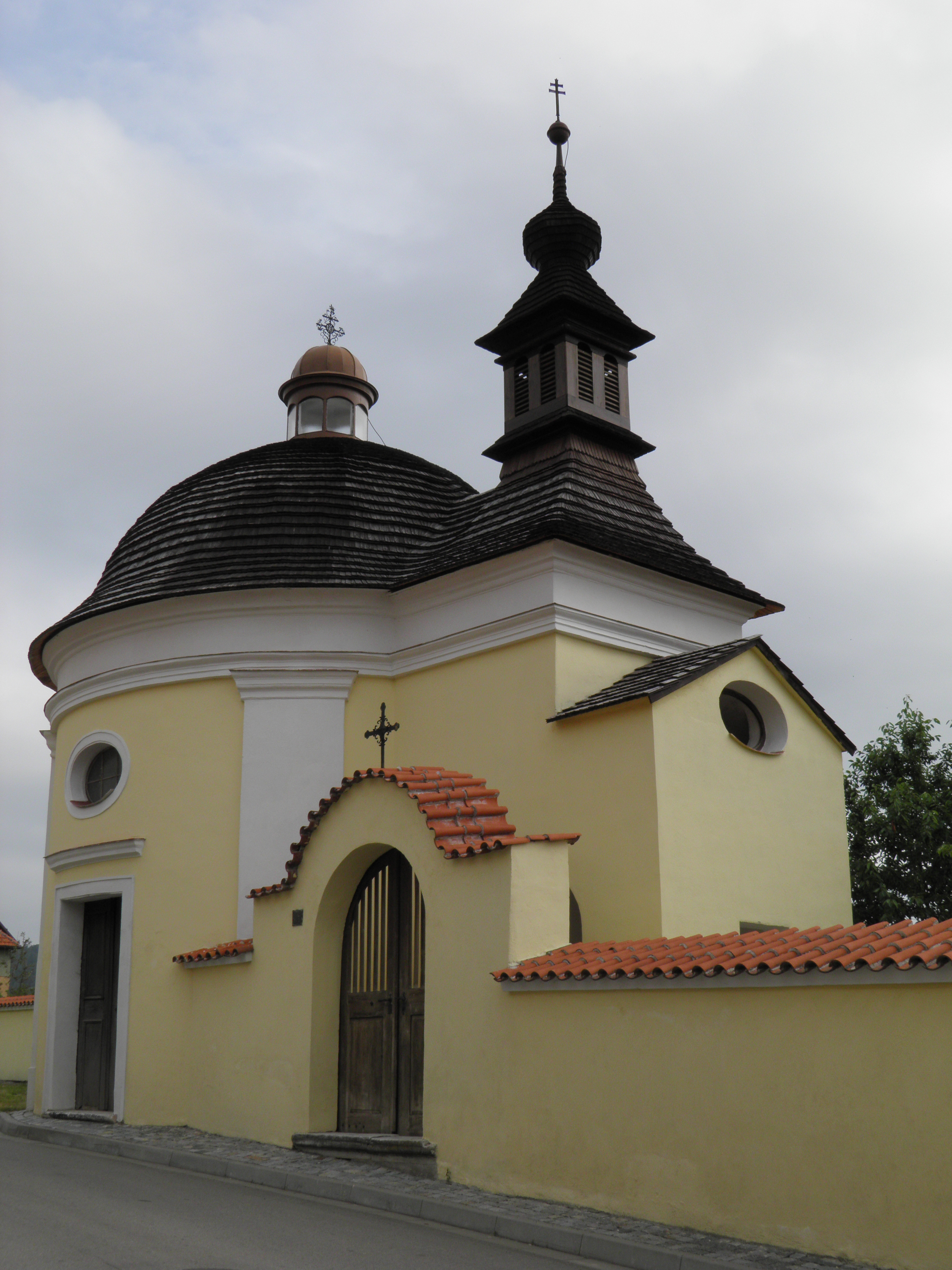
Kaple sv. Antonína Paduánského
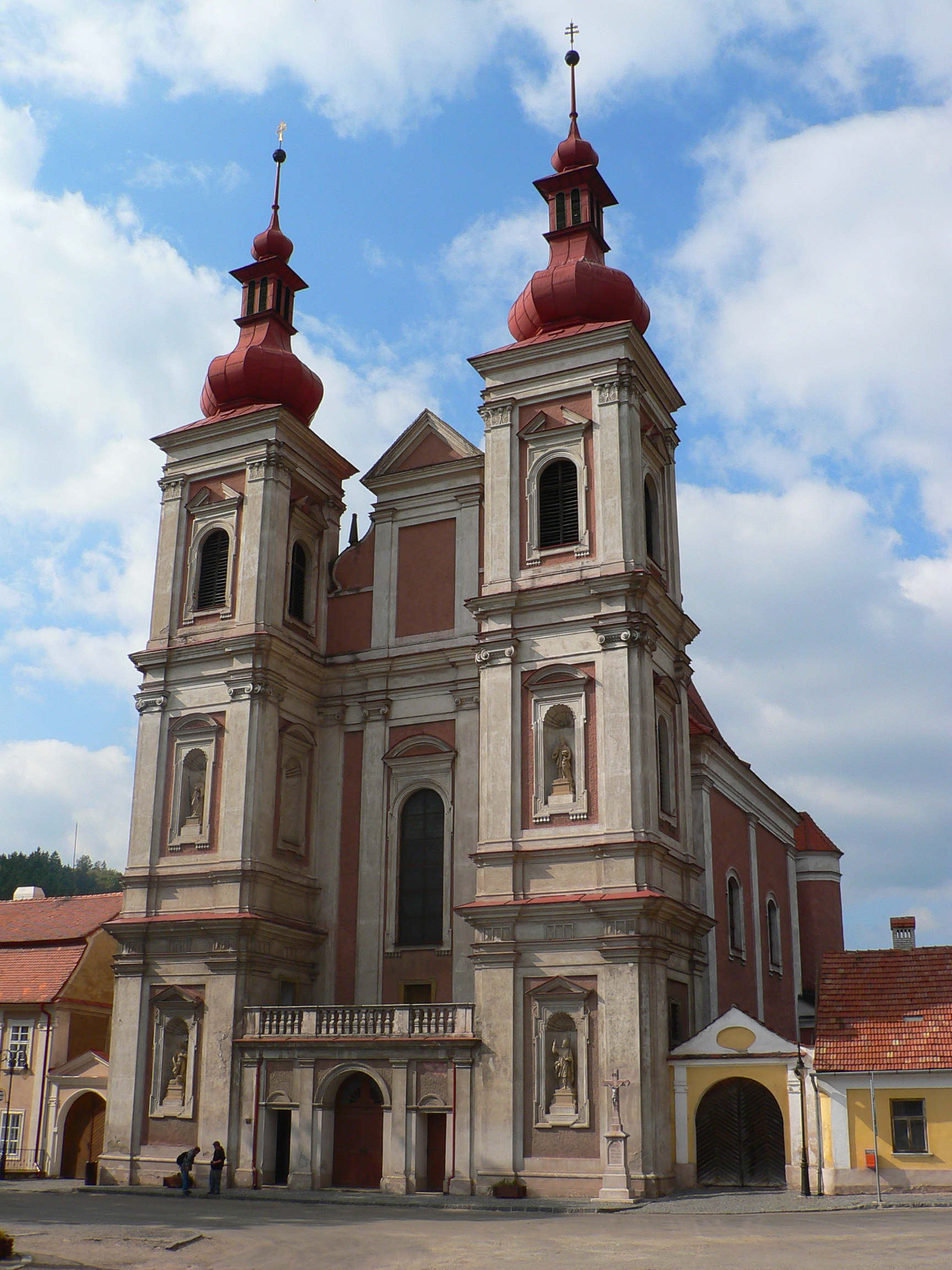
Kostel Navštívení Panny Marie
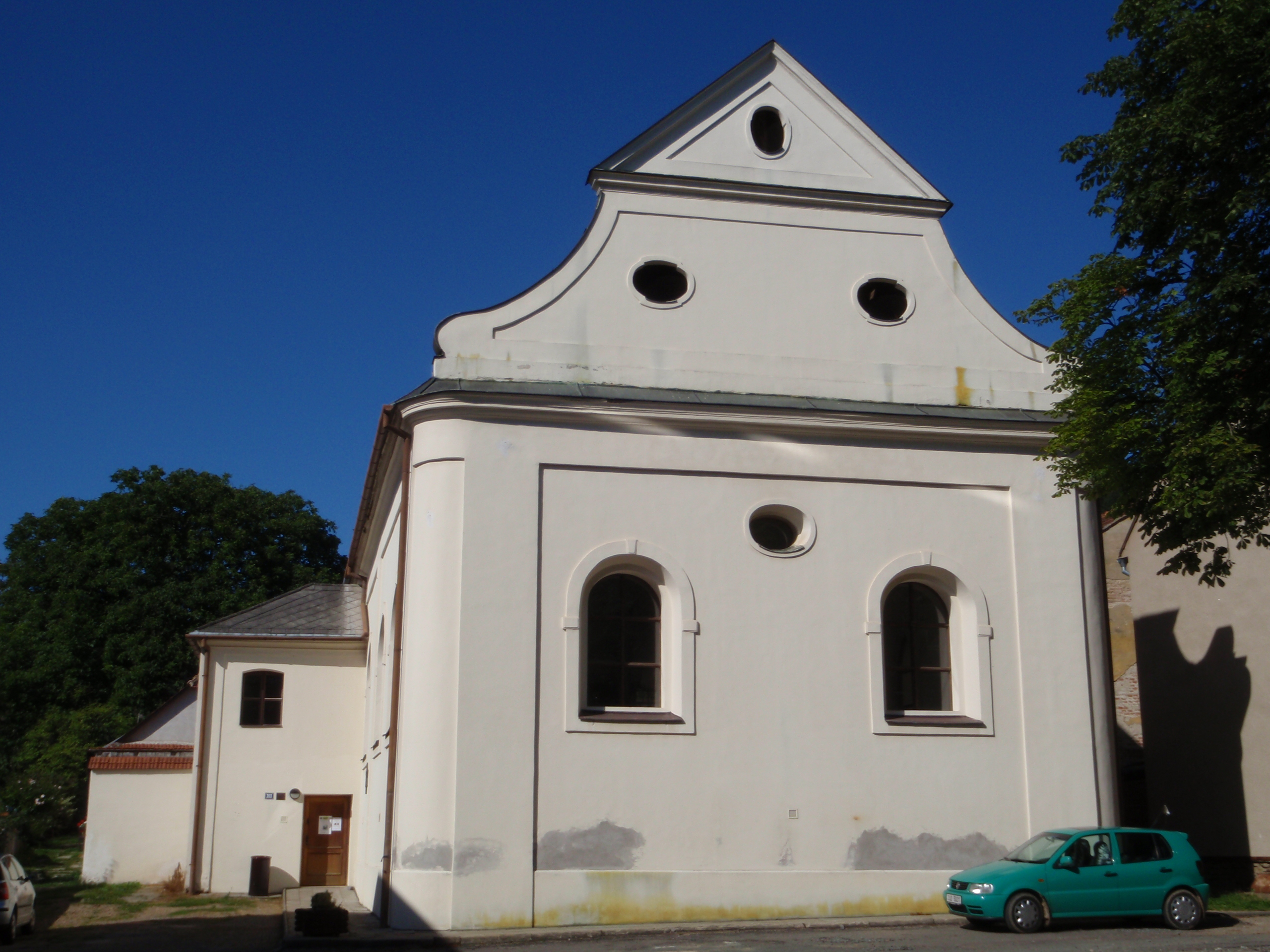
Synagoga
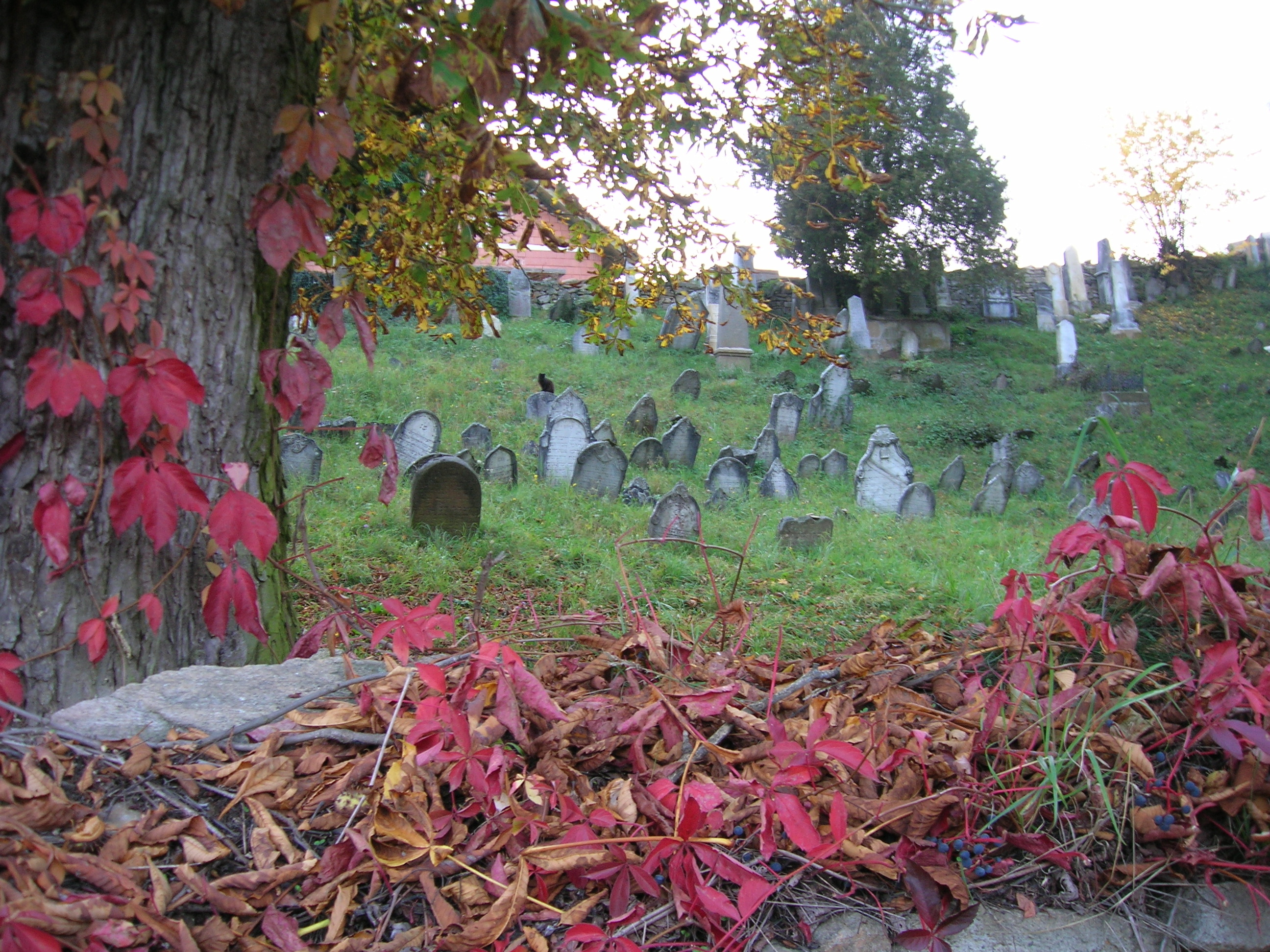
Židovský hřbitov
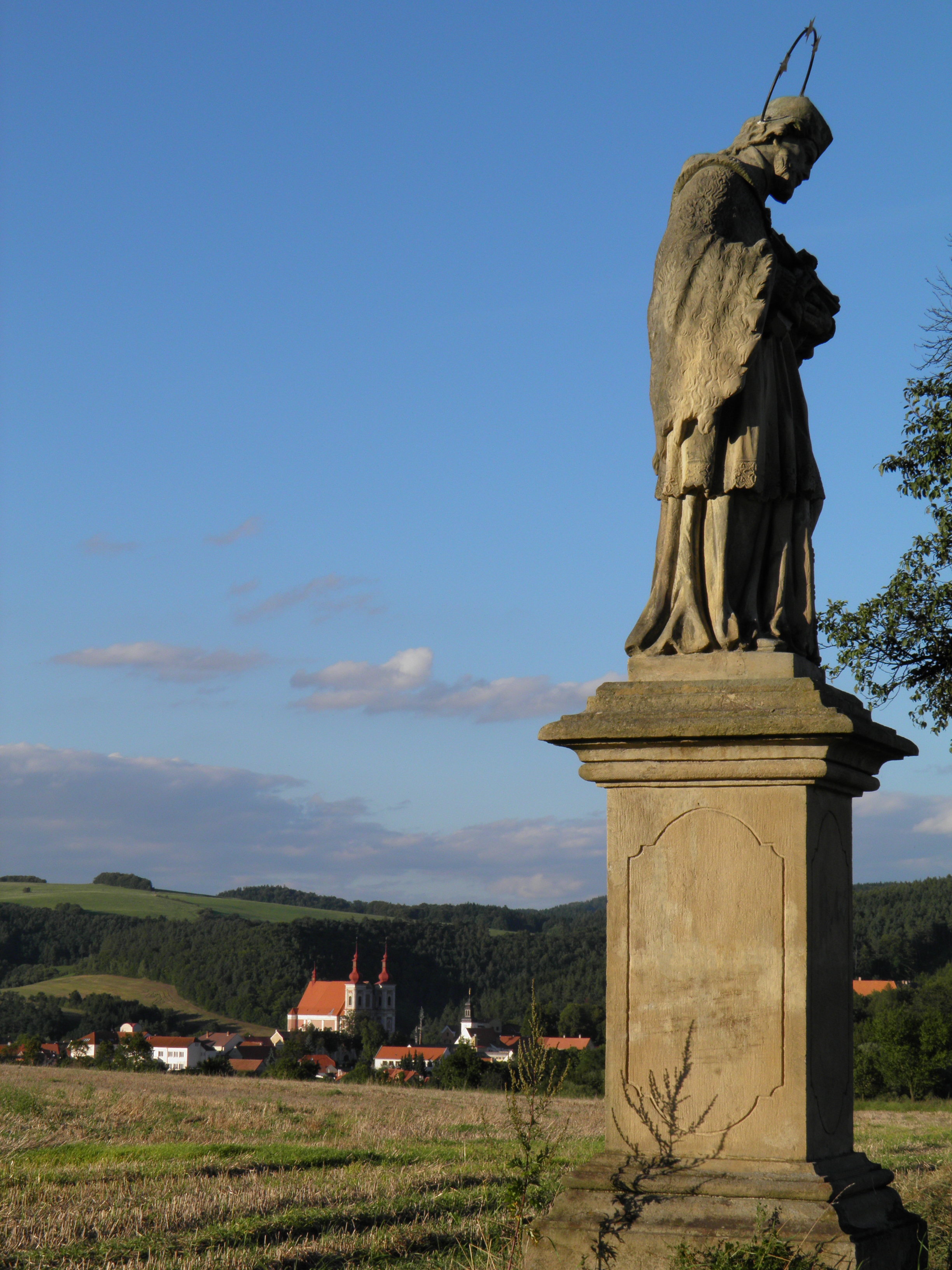
Socha sv. Jana Nepomuckého

## Školy a vzdělávání
- ZŠ, ZUŠ a MŠ Lomnice – Základní škola, mateřská škola a základní umělecká škola Lomnice
- SOŠ Fortika – Střední odborná škola Fortika

## Služby

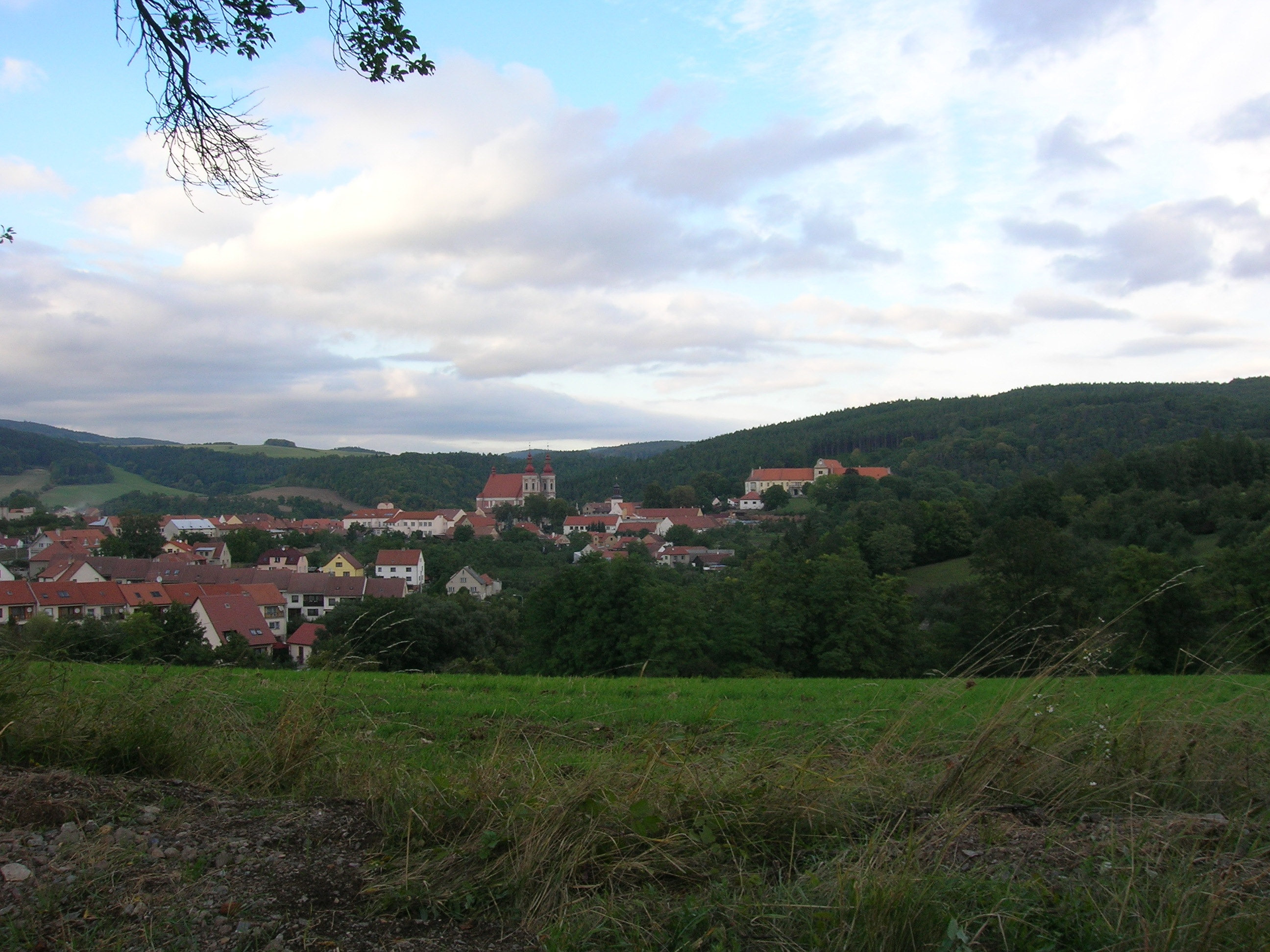
Pohled na Lomnici

### Sportovní a rekreační zařízení
- Sokolovna
- Orlovna
- Tělocvična, krytý bazén a sauna v základní škole
- Hřiště u základní školy
- Dětské hřiště na ulici Školní
- Fotbalové hřiště v oboře
- Cyklotrasa v zámecké oboře – Kopíruje potok Besének ze Šerkovic do Lomnice a je součástí národní páteřní magistrály Brno-Praha. Oprava povrchu cyklotrasy v úseku 2,7 km byla provedena v roce 2009 a slavnostně otevřena byla 8. května 2009.

### Ubytování a stravování
- Restaurace a penzion Pod sýpkou
- Restaurace V židech
- Pohostinství Panský dům
- Rodinný penzion Zámecký mlýn
- Pohostinství Na sokolovně

## Organizace a spolky
- Okrašlovací spolek pro Lomnici a okolí
- Římskokatolická farnost Lomnice u Tišnova
- Orel jednota Lomnice (Křesťansko-sportovní organizace)
- LSDa – Lomnický Sbor Disharmonických amatérů
- TJ Sokol Lomnice – oddíl velké kopané
- FC. Microtex Lomnice – klub malé kopané
- Sbor dobrovolných hasičů Lomnice u Tišnova
- Knihovna městyse

## Příroda

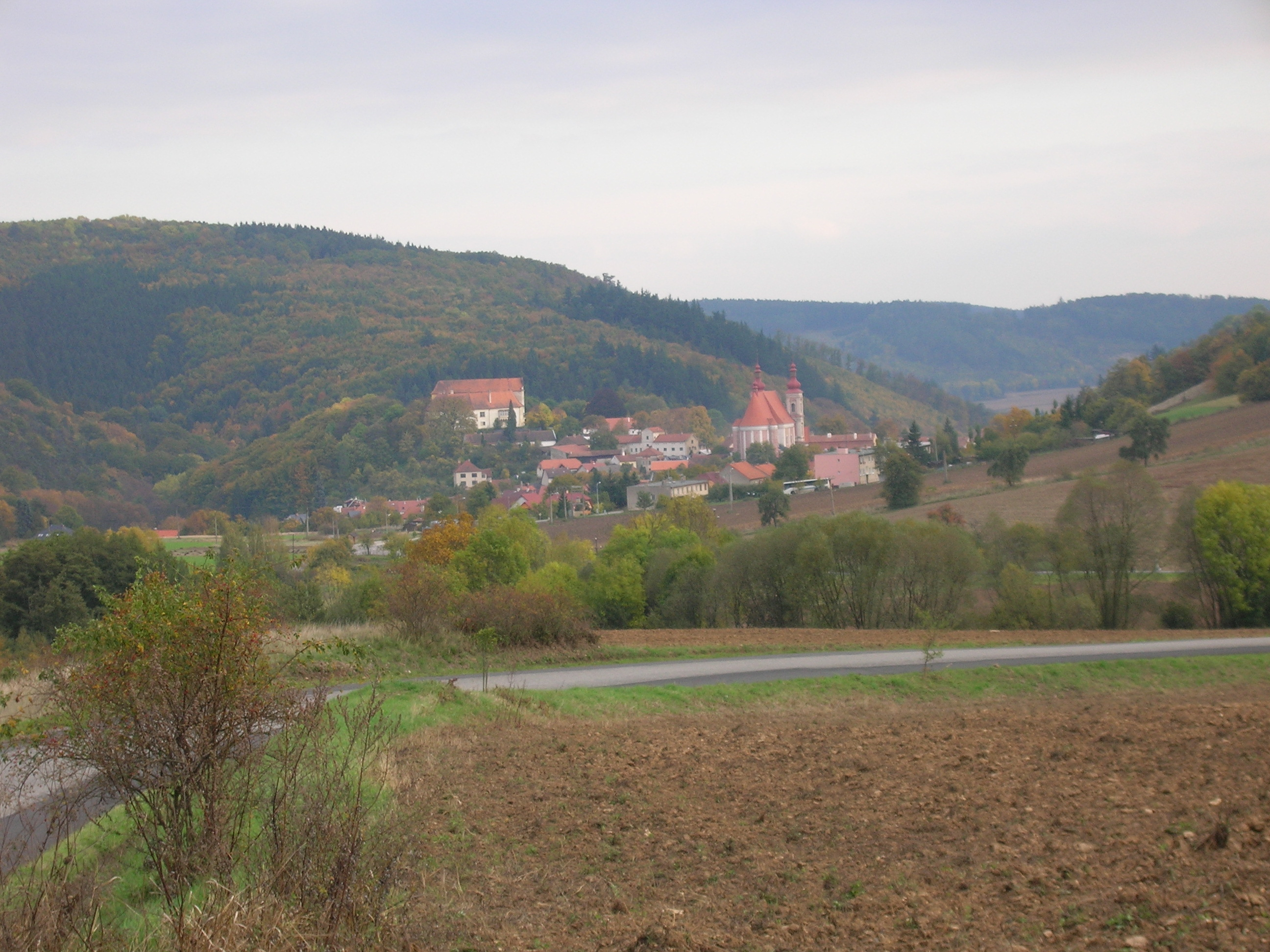
Pohled na Lomnici na podzim

Přírodní hranici Lomnicka tvoří údolí řeky Svratky a údolí Chlébského potoka. Na východě je území ohraničeno katastry obcí, které patřily k lomnickému panství – Zhoře, Bukovice a Unína. Jižní hranice jde přes Jamné a Lomničku ke Štěpánovicím. Toto území má plochu přes 100 km².
Nejvyšším bodem oblasti je kopec Sýkoř (704 m n. m.), nejnižším pak potok Besének (270 m n. m.). Zdejší hora Sýkoř se jmenuje takto, protože v lesích bylo hodně sýkor. Kromě sýkor tu přebývají mlynaříci, králíčci obecní, taky tu je sojka obecná, holub hřivnáč, brhlík lesní, střízlík obecný, šoupálek dlouhoprstý, linduška lesní, budníček lesní aj.
Z živočišstva zde dále žije srnec, daňci, prase divoké, mufloni v sýkořských lesích, kuna skalní, jezevec lesní, kuna lesní, veverka obecná a ježek východní.
V Lomnici se nachází doubravy, bučiny, suťové lesy a skály, potoční a říční luhy, olšiny a prameniště, jehličnaté lesy, rozptýlená dřevinná vegetace, nejvíce křoviny, louky a pastviny, vlhké luky a mokřady, xerotermní lada a lemy. V roce 2010 získal červený buk v zámeckém parku 3. místo v celorepublikové soutěži Strom roku.
Lomnice se nachází v přírodním parku Svratecká hornatina. Na katastru městyse se nachází přírodní památky Klášterce, Luzichová, Veselský chlum, Veselská lada a Zámecký les v Lomnici.

## Významné osobnosti
- Leo Eitinger (1912–1996), psychiatr
- Oldřich Hejl (1910–1942), účastník domácího odboje za druhé světové války
- Karel Höger (1909–1977), český herec, v letech 1928 až 1930 učitel v Lomnici
- Anežka Hrabětová-Uhrová (1900–1981), botanička
- Bohumír Klement (1872–1928), učitel, vedoucí záložny, varhaník a kronikář obce Lomnice
- Aleš Mihula (1928–2001), chirurg a ortoped
- Richard Mihula (1932–1992), divadelní režisér
- František Minařík (1864–1945), lomnický farář
- Jaroslav Pavliš (1951–2002), výtvarník a fotograf
- Alois Procházka (1875–1940), učitel a archeolog
- Alois Serényi (1812–1893), velkostatkář a politik
- Otto Serényi (1855–1927), velkostatkář a politik
- Ferdinand Špička (1828–1902), lomnický děkan
- Augustin Uher (1908–1985), novinář, spisovatel a historik
- Josef Uher (1880–1908), učitel a spisovatel

## Zajímavosti

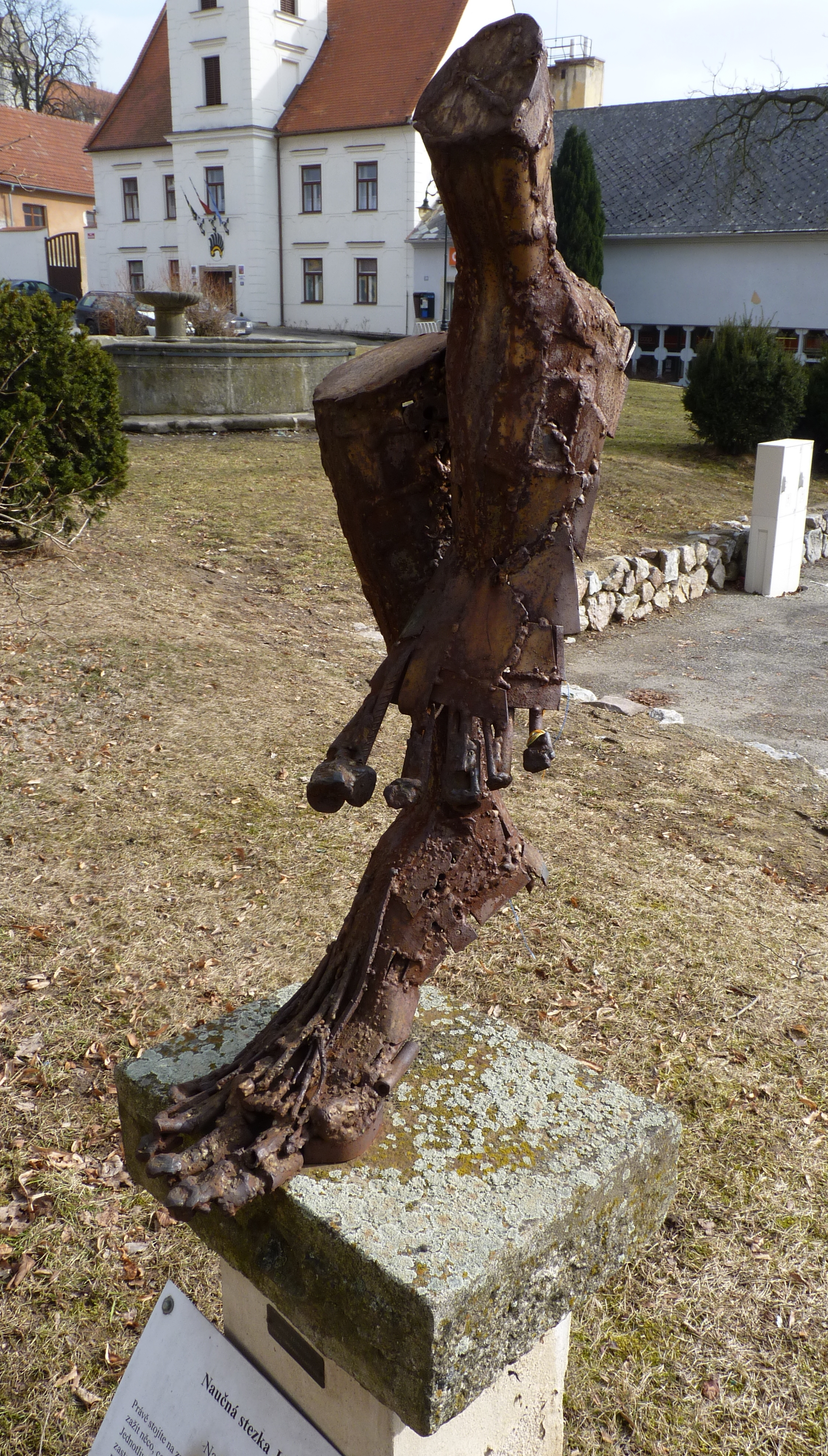
Začátek stezky Járy Cimrmana

- Historické vozy – Každý rok v září přijíždí do Lomnice přehlídka historických automobilů a motocyklů, které můžete zhlédnout na náměstí Palackého před radnicí. K vidění jsou nejen historické vozy, ale i některé dobové kostýmy jejich majitelů.
- Letní sborová dílna Lomnice - Celorepublikový workshop sborového zpěvu konaný každoročně na začátku července. Jediná akce svého druhu na Moravě. Jako lektoři zde účast přijímají významné osobnosti české i zahraniční hudební scény.
- Lomnický objektiv – Jedná se fotosoutěž, která vznikla v roce 2006, a do které mohou amatérští i profesionální fotografové zaslat své nejlepší záběry z Lomnice a okolí. Ke konci roku jsou vyhlášeni 3 nejlepší autoři zaslaných fotografií.
- Květinová výzdoba – Soutěž, ve které jsou každý rok zvoleny 3 nejlépe upravené domy. Hodnotí se květinová výzdoba v oknech, na balkonech, zahrady i předzahrádky.
- Moravský ultramaraton – V Lomnici před radnicí je každým rokem v létě odstartován několikadenní Moravský ultramaraton.
- Živý betlém – Je název pro divadelní představení amatérských herců z Lomnice, které každý rok na druhý svátek vánoční připravují pořadatelé pro veřejnost.
- Naučná stezka Járy Cimrmana – Začátek stezky je v Lomnici (na náměstí Palackého) a konec na kopci Sýkoř u nedaleké obce Synalov.
- Samospráva obce se v roce 2017 připojila k vyvěšování moravské vlajky 5. července.[8]